# Inostemma
Inostemma är ett släkte av steklar som beskrevs av Alexander Henry Haliday 1833. Inostemma ingår i familjen gallmyggesteklar.

## Bildgalleri

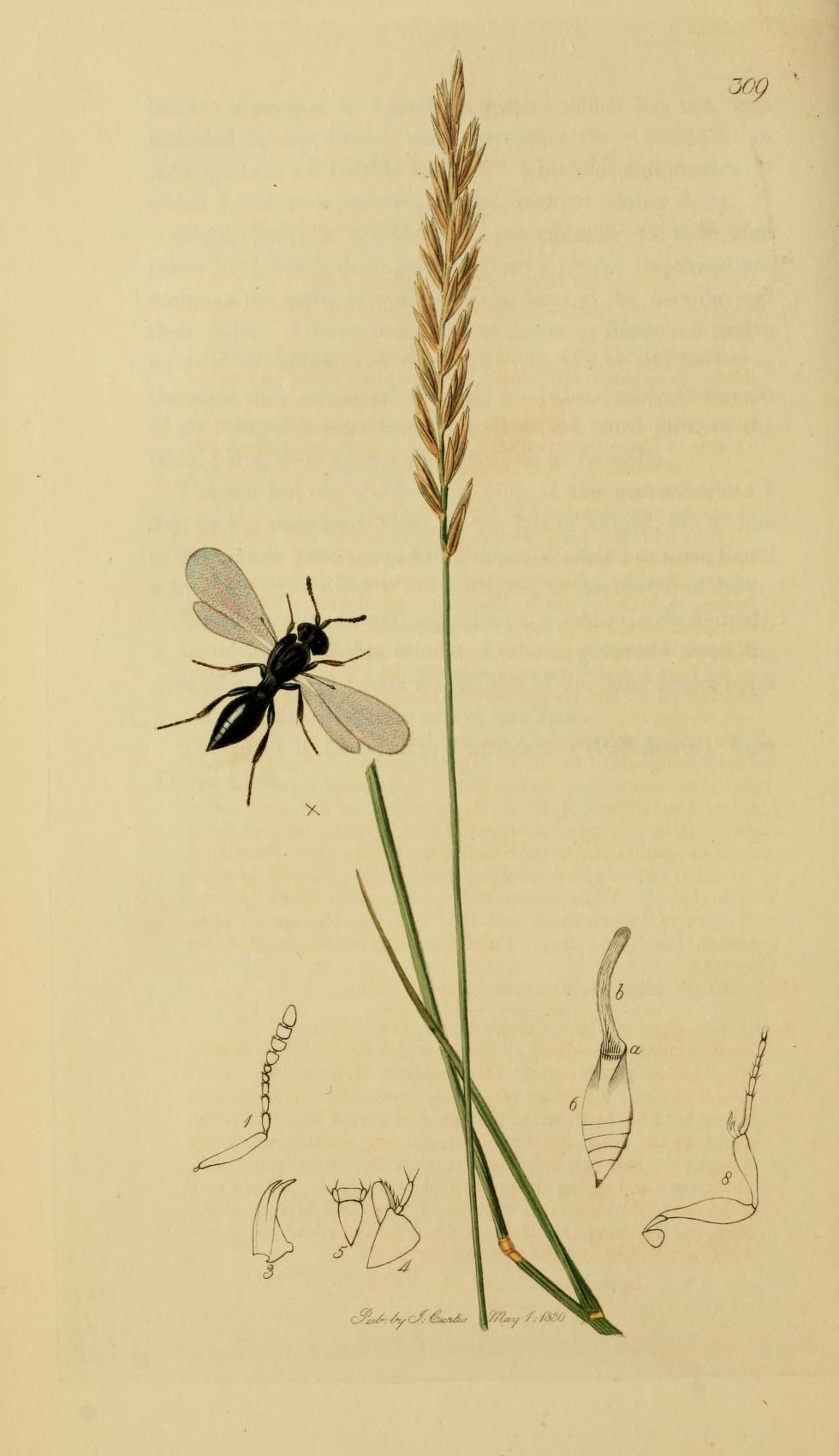
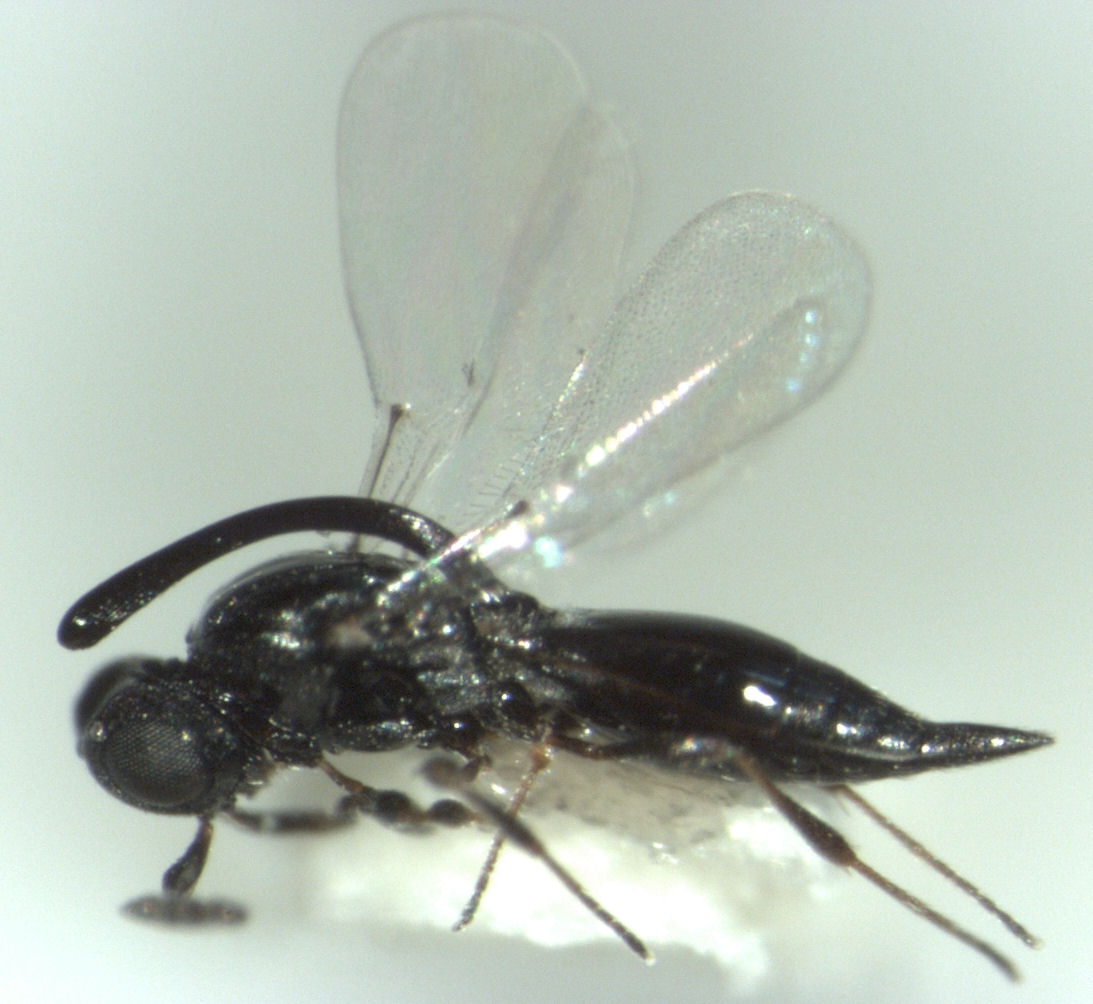

## Dottertaxa tillInostemma, i alfabetisk ordning[1][2]
- Inostemma abnormale
- Inostemma abnorme
- Inostemma acuminatum
- Inostemma acuticorne
- Inostemma africanum
- Inostemma ambilobei
- Inostemma americanum
- Inostemma anamalaianum
- Inostemma apsyllae
- Inostemma austriacum
- Inostemma avenae
- Inostemma belonocnemae
- Inostemma berijamum
- Inostemma bicornutum
- Inostemma biroi
- Inostemma bonessi
- Inostemma boscii
- Inostemma brevicornu
- Inostemma californicum
- Inostemma caryae
- Inostemma cecidomyiae
- Inostemma contariniae
- Inostemma coorgense
- Inostemma cressoni
- Inostemma curtum
- Inostemma dalhousianum
- Inostemma dirrhope
- Inostemma discessus
- Inostemma dryope
- Inostemma dux
- Inostemma falcatum
- Inostemma favo
- Inostemma foersteri
- Inostemma frivaldszkyi
- Inostemma galatea
- Inostemma glaphyra
- Inostemma gossipiella
- Inostemma hemicerum
- Inostemma hispo
- Inostemma hockpari
- Inostemma horni
- Inostemma hyperici
- Inostemma indicum
- Inostemma intermedium
- Inostemma kaszabi
- Inostemma kerulense
- Inostemma kiefferi
- Inostemma koponeni
- Inostemma laminatum
- Inostemma lanceolatum
- Inostemma leguminicolae
- Inostemma leonardi
- Inostemma lintneri
- Inostemma lycon
- Inostemma matsutama
- Inostemma maurum
- Inostemma mediterraneum
- Inostemma melanostropha
- Inostemma melicerta
- Inostemma mendozanum
- Inostemma menippus
- Inostemma methusalem
- Inostemma microcerum
- Inostemma mongolicum
- Inostemma mosellanae
- Inostemma nelgiense
- Inostemma nievesaldreyi
- Inostemma nitidum
- Inostemma oculare
- Inostemma opacum
- Inostemma packardi
- Inostemma pannonicum
- Inostemma piricola
- Inostemma popovicii
- Inostemma porteri
- Inostemma productum
- Inostemma quinquearticulatum
- Inostemma reticulatum
- Inostemma rileyi
- Inostemma rossicum
- Inostemma rufipes
- Inostemma rugosum
- Inostemma senegalense
- Inostemma seoulis
- Inostemma shencottahense
- Inostemma simillimum
- Inostemma soederlundi
- Inostemma spinulosum
- Inostemma staryi
- Inostemma striaticornu
- Inostemma sylvaticum
- Inostemma szabopatayi
- Inostemma szelenyii
- Inostemma szepligetii
- Inostemma walkeri
- Inostemma yuasai